# Cepora eperia
Cepora eperia is een vlindersoort uit de familie van de Pieridae (witjes), onderfamilie Pierinae.
Cepora eperia werd in 1836 beschreven door Boisduval.